# Ежен Фланден
Ежен Фланден (фр. Jean-Baptiste Eugène Napoléon Flandin; 15. август 1809 — , 29. септембар 1889) је био француски оријенталиста, сликар, археолог и политичар. Фланденови археолошки цртежи и војне скице данас се сматрају вреднијима него његове уметничке слике. Најпознатији је по цртежима и скицама староперсијских споменика из ахеменидског доба, попут Персеполиса, које је посећивао на путовањима с архитектом Паскалом Костом између 1839. и 1841.